# Piero Pioppo
Piero Pioppo (Savona, 29 de setembro de 1960) é um diplomata e prelado italiano da Igreja Católica pertencente ao serviço diplomático da Santa Sé.

## Biografia
Pioppo estudou na Pontifícia Faculdade Teológica de Turim. Recebeu a ordenação presbiteral em 29 de junho de 1985 do então bispo de Acqui Livio Maritano, sendo incardinado nesta diocese. Primeiro nomeado vigário de uma paróquia em Carcare, foi enviado a Roma para continuar seus estudos. Formou-se em teologia dogmática e em direito canônico pela Pontifícia Universidade Gregoriana. Por um ano, ele ensinou Teologia Católica em Alessandria.
Após concluir os estudos na Pontifícia Academia Eclesiástica, ingressou no serviço diplomático da Santa Sé em 1 de julho de 1993 e trabalhou nas Representações Pontifícias na Coreia do Sul, Chile e na Seção de Assuntos Gerais da Secretaria de Estado.
Em 7 de julho de 2006 foi nomeado (como último ato significativo do cardeal Angelo Sodano que deixou o cargo na Secretaria de Estado) prelado do Instituto para as Obras de Religião, cargo que oficialmente reduziu as tarefas operacionais, mas deu acesso a todas as contas e documentos confidenciais. Monsenhor Pioppo conseguiu manter o seu cargo por mais quatro anos, enquanto o cardeal Tarcisio Bertone, S.D.B. era Secretário de Estado. Por isso, os meios de comunicação divulgaram frequentemente o seu nome em todas as ocasiões em que o IOR esteve envolvido em algumas transações financeiras controversas. Em particular, o nome de Monsenhor Pioppo foi citado por supostos pagamentos repassados através de contas do IOR de dinheiro suspeito na operação de venda do Banca Antonveneta do Banco Santander para o Monte Dei Paschi di Siena, operações de grandes finanças internacionais objeto de exame pelo judiciário italiano.
Ele é fluente, além do italiano nativo, em inglês, espanhol e francês.
Em 25 de janeiro de 2010, o Papa Bento XVI o nomeou núncio apostólico nos Camarões e na Guiné Equatorial, com a dignidade de arcebispo titular de Torcello. Esta nomeação foi lida pelo vaticanólogo estadunidense Gerald Posner como consequência da inimizade de Pioppo com Bertone, que teria assim tentado livrar-se da presença no Vaticano de um prelado demasiado próximo de Angelo Sodano.
Recebeu a ordenação episcopal em 18 de março seguinte na Basílica de São Pedro de Tarcisio Bertone, S.D.B., Cardeal Secretário de Estado, assistido por Pier Giorgio Micchiardi, bispo de Acqui, e por Nestorius Timanywa, bispo de Bukoba.
Em 8 de setembro de 2017, o Papa Francisco o transferiu para a nunciatura na Indonésia. Já em 19 de março de 2018, também foi nomeado como núncio apostólico na Associação de Nações do Sudeste Asiático. Ele liderou a delegação da Santa Sé na conferência de outubro de 2018 em Bali "Our Ocean, Our Legacy". Pioppo então organizou a reunião do Papa Francisco com a Ministra de Assuntos Marítimos e Pescas da Indonésia, Susi Pudjiastuti, em dezembro, na qual Francisco endossou o seu programa agressivo para restringir a pesca ilegal.